# Нері Оксман
Нері Оксман (івр. נרי אוקסמן; нар. 6 лютого 1976) — американсько-ізраїльська дизайнерка і професор, знана як митець й архітектор, що поєднує дизайн, біологію, обчислювальну техніку та розробку матеріалів. Вона придумала фразу «матеріальна екологія» для визначення своєї роботи.
У багатьох її проєктах використовуються нові платформи та методи 3D-друку та виготовлення, часто у співпраці з природою та біологією або натхненні ними. Це, зокрема, проєкт «Silk Pavilion», побудований шовкопрядами, у створенні «Synthetic Apiary» брали участь бджоли та мурахи; «Aguahoja» — платформа на водній основі, створена за допомогою хітозану; G3DP — перший 3D-принтер для оптично прозорого скла. Деякі з цих платформ були розроблені для ширшого використання. Інші проєкти друкують одяг, розумний одяг або структурні елементи, іноді розробляються нові композитні матеріали (наприклад, смоли, що містять біосинтетичні бактерії).

## Молодість й освіта
Народилася у Хайфі, Ізраїль, у сім'ї професорів архітектури Роберта та Рівки Оксманів. Її сестра Керен — художниця. Виросла в Ізраїлі, проводячи час в архітектурній студії батьків і в будинку бабусі, що, за її словами, «виховало в мені почуття дива».
Після закінчення хайфської школи Реалі у 1993 році прослужила два роки у ПС Ізраїлю, досягнувши звання першого лейтенанта. Після військової служби два роки навчалася у медичній школі Хадасса при Єврейському університеті, потім перевелась на факультет архітектури до Ізраїльського технологічного інституту Техніон і 2004 року закінчила Школу архітектури Архітектурної асоціації в Лондоні.2005 року почала працювати над докторською дисертацією під керівництвом Вільяма Дж. Мітчелла на факультеті архітектурного проєктування й обчислення у Массачусетському технологічному інституті. Її дисертація була присвячена дизайну з урахуванням матеріалу. 2010 року закінчила докторантуру.

## Особисте життя
Була одружена з аргентинським композитором Освальдо Голіховим. 2019 року вийшла заміж за інвестора та менеджера гедж-фонду Білла Акмана з яким народила доньку. Вони є співопікунами фонду Pershing Square.

## Кар'єра

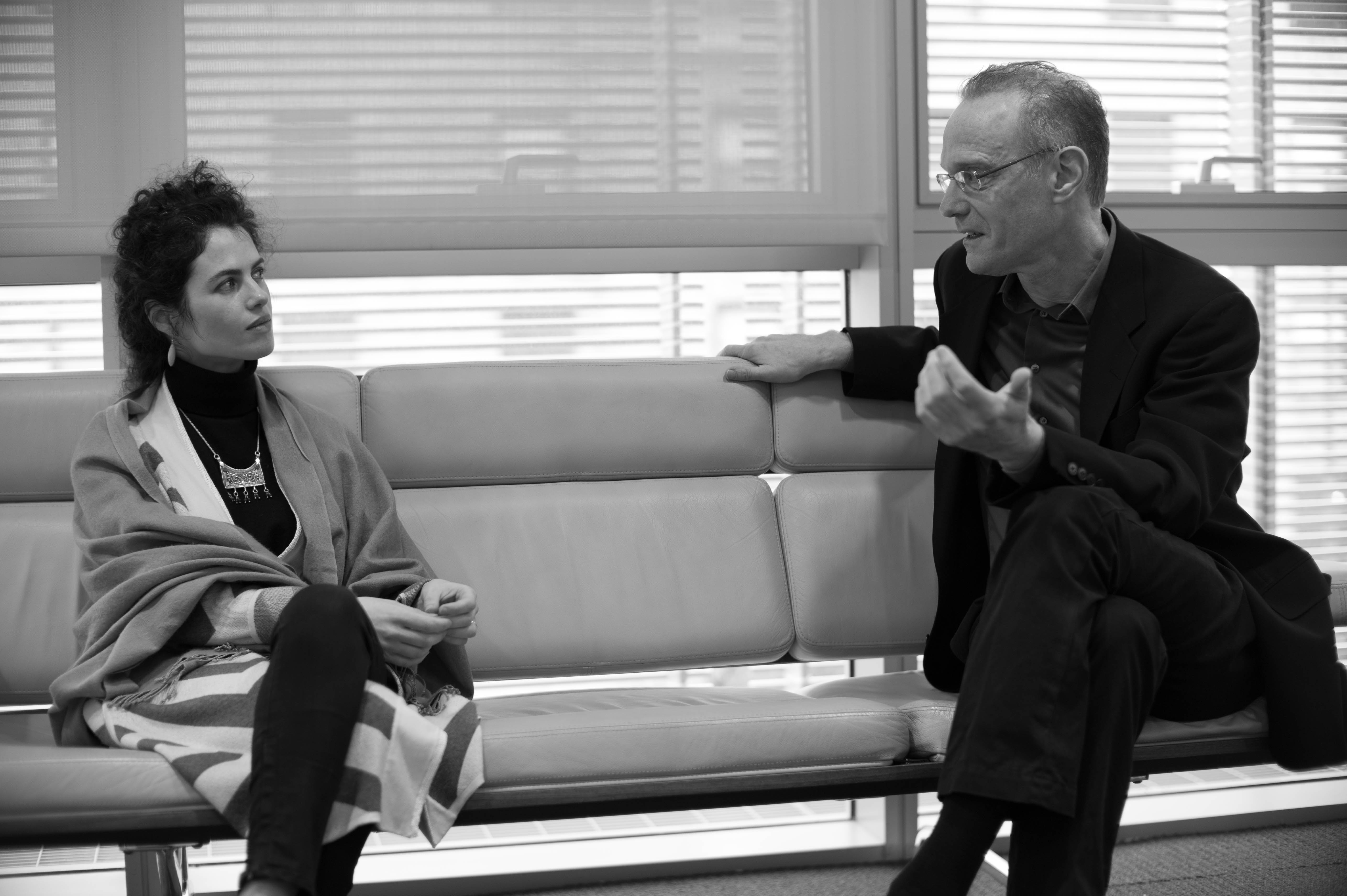
Оксман з Чаком Гоберманом з Гарвардської вищої школи дизайну

Є «професором розвитку кар'єри корпорації Sony та доцентом медіамистецтва та наук» у MTІ Media Lab, де заснувала й очолила дослідницьку групу Mediated Matter. 2010 року стала професором. Провадила виставки у Музеї сучасного мистецтва, Бостонському музеї науки, SFMOMA та Центрі Помпіду, де її роботи знаходяться у постійних колекціях. Куратор Музею сучасного мистецтва Паола Антонеллі назвала її «людиною, яка випередила свій час, а не свого часу», а футуролог Брюс Стерлінг назвав її роботу «разюче відмінною від усього, що було раніше».
2006 року запустила у MIT міждисциплінарний дослідницький проєкт «Екологія матеріалів», створений для експериментів з генеративним дизайном.
Серед її дослідницьких інтересів — параметричне та контекстне проєктування, зокрема інженерні методи реалізації цих проєктів у різних матеріалах і контекстах. Приклади її праць містять створення «шкіри» для будівель, яка може засмагати на сонці, створюючи тінь, і біорозкладні конструкційні полімери. Опублікувала міждисциплінарні роботи з біології, медицини, одягу та дизайну інструментів.
Її роботи стали джерелом натхнення для зміни способу розробки матеріалів і структур. Ендрю Болтон описав її колекцію розумного одягу, як «потойбічну — не визначену ні часом, ні місцем». 2016 року допомогла запустити відкритий «Journal of Design Science» — «антидисциплінарний» журнал, за словами співзасновника Джоя Іто: «Робота в просторах, які просто не вписуються в жодну з чинних академічних дисциплін». Вона писала, що наука, інженерія, дизайн і мистецтво пов'язані, причому результат кожного є вхідним для інших.
Ранні проєкти Оксман мали форму поверхонь, меблів або предметів, які можна було носити або виставляти на показ. З 2013 року більшість проєктів тимчасові або інтерактивні інсталяції, серед них огляд виробничих процесів і вивчення механізмів і властивостей матеріалів. До них належать як механічні процеси, наприклад для «Ocean Pavilion» і «Glass I», так і біологічні, як-от для «Silk Pavilion» і «Synthetic Apiary». Експоновані твори здебільшого знаходяться в постійних колекціях музеїв; «Silk Pavilion II» був придбаний групою Esquel у Гонконзі.
Її роботи знаходяться у постійних колекціях музеїв, зокрема Музей сучасного мистецтва Нью-Йорка (MoMA), Сан-Франциський музей сучасного мистецтва (SFMOMA), Австрійській музей прикладного мистецтва (MAK) у Відні, Смітсонівський інститут і Бостонський музей витончних мистецтв, Музей науки. 2020 року МоМА показав першу виставку її робіт як власну колекцію.
2016 року працювала з Б'єрк над створенням маски на основі обличчя співачки, а також з голландським модельєром Іріс ван Герпен для друку на 3D-принтері колекції одягу от кутюр.

## Філософія дизайну

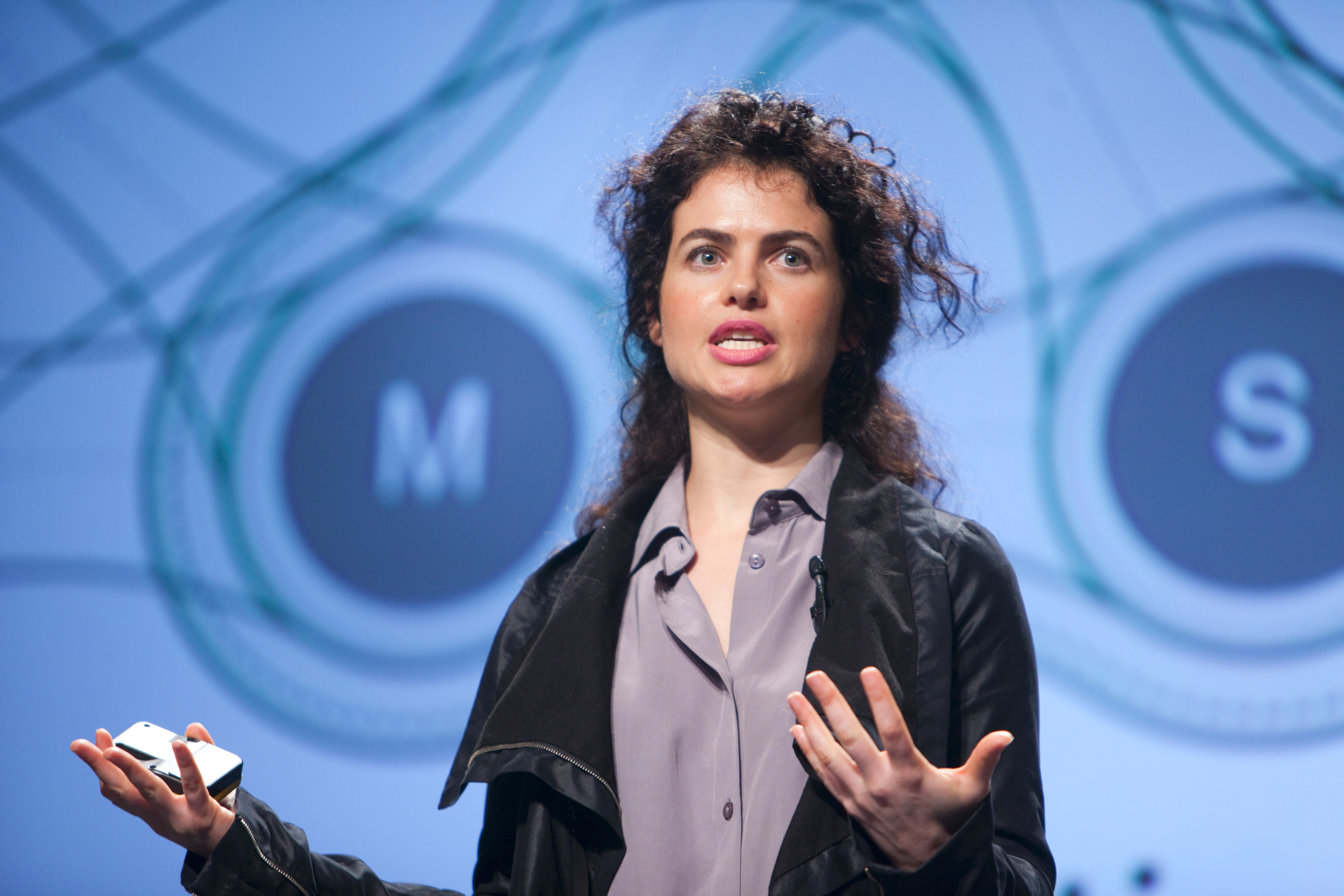
Оксман на Pop!Tech, 2009

Філософію матеріальної екології розробила 2006 року під час навчання в аспірантурі Массачусетського технологічного інституту. Вона поєднує методи 3D-друку з біологією, інженерією, матеріалознавством і інформатикою для створення об'єктів і структур. Запропонувала розробку матеріальної екології з «цілісними продуктами, які характеризуються градієнтами властивостей і багатофункціональністю» — поміщаючи людство в гармонію з природою, на противагу конвеєрам і «світу, що складається з частин».
Вона описала свою роботу як перехід «від споживання природи як геологічного ресурсу до його редагування як біологічного». Це включає використання біологічних форм як натхнення, текстур і навіть виготовлення, як-от біолюмінісцентних бактерій в «Mushtari» та шовкопрядів в «Silk Pavilion». Антонеллі описала її роботу як спосіб «розшифрувати безліч уроків [дизайну] природи та відобразити їх у цифровому вигляді для майбутнього застосування в усіх масштабах».
Оксман розповідала та писала про свою філософію та її застосування в дизайні. Її підхід до створення форм і дизайну навколишнього середовища цитують швидкі прототипи в інших галузях, а її виступ на TED 2015 року про екологію матеріалів переглянули понад 2,5 мільйона разів. 2019 року у другому сезоні документального серіалу Netflix «Анотація: Мистецтво дизайну» з'являються її роботи.

## Доробок

### Ранні роботи
Велика частина ранніх робіт зосереджені на 3D-друку для використання людиною, зокрема такі проєкти, як-от «Carpal Skin» полегшує стан людини з синдромом зап'ястного каналу. «Monocoque» (2007) демонструє як надрукована конструкція може витримувати власну вагу за допомогою зовнішньої оболонки, а не внутрішньої опори. Для цього використали принтер, який одночасно друкував кілька матеріалів із різними структурними властивостями, процес, який авторка назвала «швидке прототипування змінних властивостей».

### Опосередкована справа

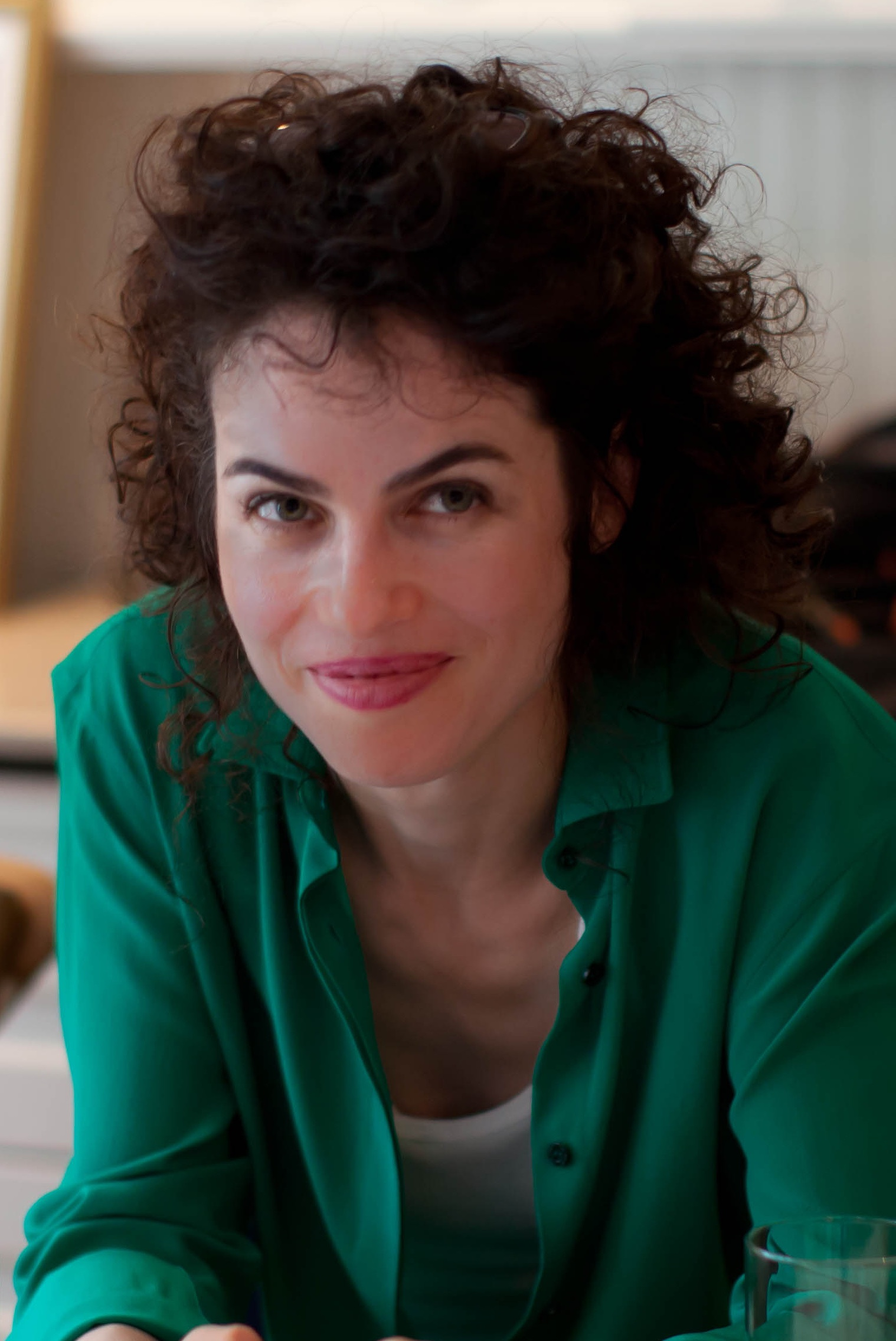
Оксман у 2012 році

Започаткована 2010 року дослідницька лабораторія Оксман у Массачусетському технологічному інституті, група Mediated Matter, використовувала обчислювальний дизайн, цифрове виготовлення, 3D-друк, матеріалознавство та синтетичну біологію для роботи як з малими, так і з великими структурами. Група розробила власні методи та платформи друку, а також працювала з низкою 3D-виробничих систем. Масштаби проєктів варіювалися від корпусів і великих меблів до творів мистецтва й одягу, до біокомпозитів, штучних клапанів і складання ДНК. Серед методів виробництва: отримання зображень біологічного або природного зразка, розробка алгоритмів для створення подібних структур і розробку нових виробничих процесів для реалізації результатів. Це виробництво розумного одягу й інструментів, конструкцій, що працюють від сонячної енергії та біологічно розкладаються, нові художні техніки та конструкції поверхонь, стін, покриттів і опорних елементів.

#### Органічне та натуральне виробництво
Деякі роботи Оксман були виготовлені тваринами або природними процесами.
«Шовковий павільйон» — інсталяція, спроєктована 2013 року, була помічена завдяки методу виготовлення та остаточною формою. Його виткали 6500 шовкопрядів на куполі з нейлонового каркаса. Експерименти з шовкопрядами визначили, як вони реагують на різні поверхні, і що спонукатиме їх прясти на готовій структурі, а не кокон. Каркас великого многогранного купола був вільно сплетений роботизованою рукою з тонких нейлонових ниток і підвішений у відкритій кімнаті. Купол проєктували з зазорами у найтепліших місцях. Шовкопрядів випускали на раму поступово, де вони додавали шари шовку, а потім прибиралися. Проєкт складався з інженерії, шовківництва та моделювання сонячного світла в кімнаті. Альтанку підвісили, щоб глядачі могли опинитися всередині. Проєкт повторили 2020 року.
«Синтетична пасіка» — споруда 2015 року розміром з кімнату, досліджувала поведінку бджіл у закритому середовищі, зокрема, як вони будують вулики в різних структурах та навколо них. Проєкт створили у співпраці з бджільницькою компанією як спосіб перевірки можливих реакцій на втрату колонії та дослідження того, як біологічні ніші можна інтегрувати в будівлі.

#### Одяг
2012 року надрукували комплект повнорозмірного одягу «Imaginary Beings», натхненний легендарними істотами. Вона також співпрацювала з Іріс ван Герпен й інженером з матеріалів Крейгом Картером над накидкою та спідницею, які нагадують про морське життя.
2015 року розробила колекцію «Wanderers», натхненну міжпланетними дослідженнями, у співпраці з Крістофом Бадером і Домініком Колбом.
2016 році створила надруковану на 3D-принтері маску для Б'єрк, на основі 3D-сканування обличчя виконавиці. Співачка одягла його під час першої у світі прямої трансляції віртуальної реальності 360°. Оксман також розробила «Lazarus», що фіксує останній подих власника, і працювала над колекцією з 15 посмертних масок. Маски поділялися на минуле, сьогодення та майбутнє, містили мінерали та бактерії.

#### Середовища
2014 року співпрацювала з Картером над кушеткою із фрезерованим дерев'яним каркасом і оббивкою, надрукованою на 3D-принтері, з структурними та акустичними властивостями, призначених для відтворення заспокійливого середовища, схожого на матку. Сан-Франциський музей сучасного мистецтва придбала твір наступного року. Ця робота дала початок масштабнішої моделі «Gemini Cinema».

#### Платформи для 3D друку
«Mediated Matter» створив прототипи нових платформ й інструментів для друку. Серед них принтер, який може друкувати цілі секції кімнат, принтер для скла та швидкозатверджувальний принтер, який може створювати окремо стоячі об'єкти без опорних конструкцій.

##### Скло
2014 вони розробили G3DP, перший 3D-принтер для виробництва оптично прозорого скла. У той час спіканні 3D-принтери могли друкувати скляним порошком, але результати були крихкими та непрозорими. G3DP став результатом співпраці з Лабораторією скла Массачусетського технологічного інституту та Інститутом Вісса, імітуючи традиційні процеси обробки скла з піччю та камерою відпалу. Процес дозволяв ретельно контролювати колір, прозорість, товщину та текстуру. Певні налаштування перетворили принтер на «машину для шиття розплавленого скла». За допомогою двох поколінь принтерів, G3DP і G3DP2, створили колекцію посудин.
10-футова скляна та світлова скульптура була встановлена на Міланському тижні дизайну 2017 року.

##### «Aguahoja»
2014 року група розробила проєкт «Aguahoja» — платформа виготовлення на водній основі, яка створювала конструкції з хітозану, водорозчинного органічного волокна, схожого на хітин. Отримана комбінація твердих і м'яких структур могла змінюватися від твердої до вербової гілки чи листка, використовуючи той самий основний матеріал. Це демонструвалося в інсталяціях «Aguahoja I» і «II», з центральною скульптурою заввишки 15 футів, що нагадує «величезні, складені крила цикади».

##### Цифрова будівельна платформа
2016 року група розробила великомасштабну роботизовану друкарську систему «Digital Construction Platform» (DCP), яка друкувала форми з пінополіуретану за допомогою роботизованої руки на основі підйомної платформи Altec. DCP v2 зміг надрукувати частину купола 15 метрів впоперек та 4 метри заввишки.

#### Інші розробки
Починаючи з 2018 року, лабораторія Mediated Matter працювала над проєктом «Totems», досліджуючи способи вилучення меланіну з різних видів і вбудовування його в 3D-друковані структури. Так утворилась концепція будівель з фасадами, які реагують на сонячне світло, наприклад запропонованого архітектурного павільйону, ініційованого Раві Найду та представленого на його конференції Design Indaba.
2019 року звіт Массачусетського технологічного інституту показав, що лабораторія та її директор Джої Іто отримали пожертву у 125 000 доларів від Джеффрі Епштейна.
У 2017—2020 роках новий проєкт «Silk Pavilion II», який досліджував нові потенційні моделі збору шовку з шовкопряда без необхідності варити кокони та завершувати життєвий цикл шовкопряда.
Нова інсталяція «Aguahoja III», ідентична першій, але зберігається в галереї з контрольованим кліматом. Проєкт спрямований на вивчення, як хітозан розкладається та як на нього впливають зміни навколишнього середовища. 2021 року лабораторія припинила активну діяльність.

### Останні роботи
З 2020 року студія Оксман, Oxman Architects, досліджує схожі теми у своїх проєктах. Група створила документальний фільм про свою роботу «Природа × Людство», який став назвою виставки 2022 року їхніх робіт у Сан-Франциському музеї сучасного мистецтва.
2020 року створила остаточну версію «Silk Pavilion II», виткавши новий павільйон у Падуї, Італія, у співпраці з установою з вирощування шовкопряда в сусідньому Теоло. Конструкція була побудована на розчинному гіперболоїді.
2021 року її команда відвідала «Synthetic Apiary», побудувавши нове середовище для бджіл для побудови вуликів із вбудованими феромонами. Отримані структури вулика були проаналізовані за допомогою комп'ютерної томографії, щоб зробити цифрову реконструкцію та дати розуміння процесу будівництва бджіл. Вони розробили експеримент для перевірки реакції бджіл на середовище з низькою гравітацією, і виготовили новий тип модуля корисного навантаження для розміщення експерименту на суборбітальному польоті Blue Origin.

### Вибрані твори
- Cartesian Wax, Monocoque, Raycounting[109] (2007, MoMA)[110]
- Carpal Skin[111] (2010, Музей науки)
- Imaginary Beings (2012, Центр Помпіду)
- Silk Pavilion I (2013) and II (2020), інсталяція
- Anthozoa (2013, MFA), сукня от кутюр
- Ocean Pavilion (2014), інсталяція
- Gemini (2015, SF MoMA), акустична шезлонг
- Wanderers collection (2015,[112] incl. Living Mushtari)
- Glass I (2014), 3D-друк і скло[113]
- Synthetic Apiary (2015), інсталяція[114]
- Rottlace (2016, Б'єрк), маска[14]
- Vespers (2016—2018), серія посмертних масок[78]
- Aguahoja I & II (2017—2019), біокомпозитарні структури[115]

### Галерея
Мистецтво, поверхні та меблі

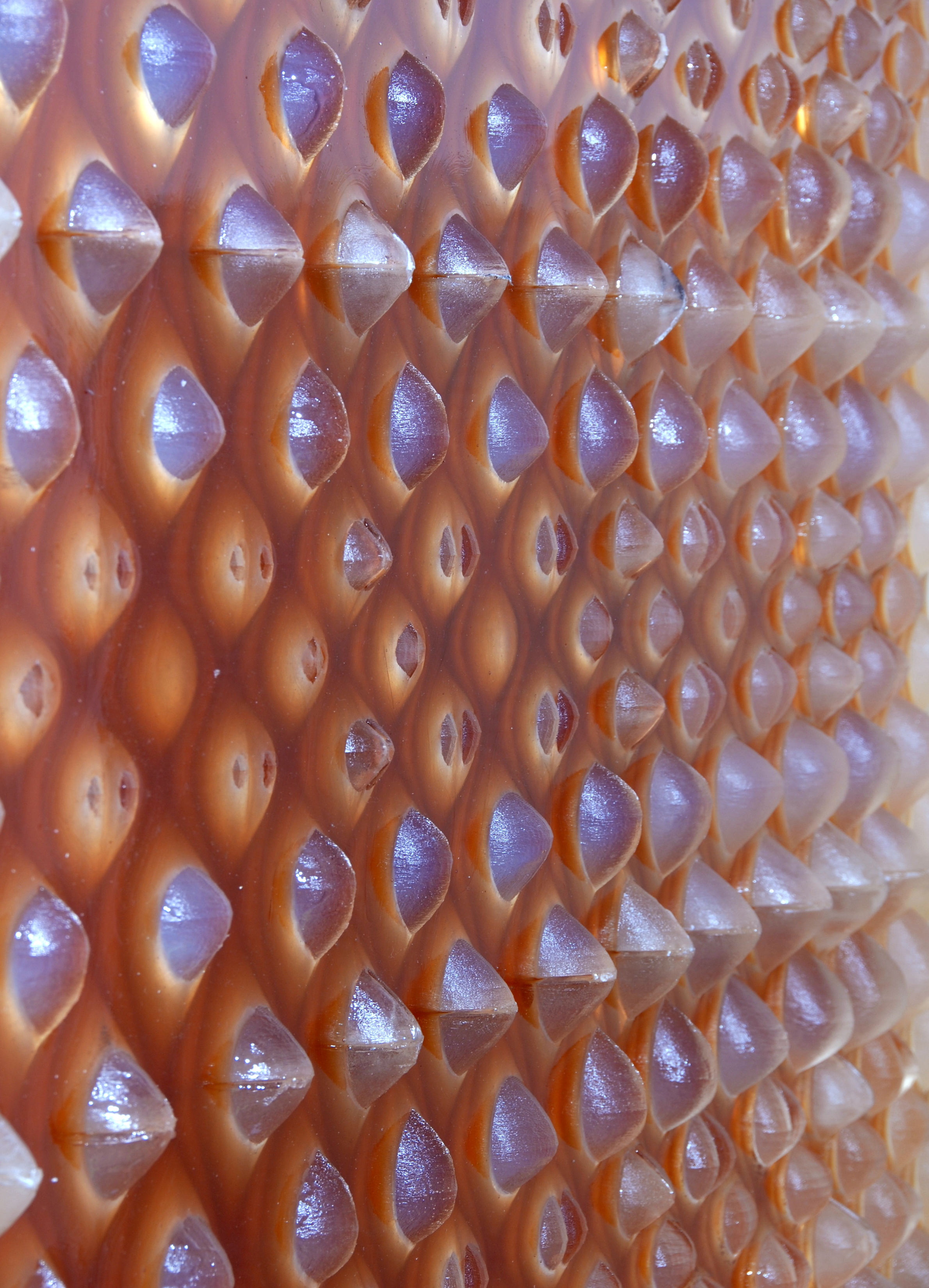
Cartesian Wax surface
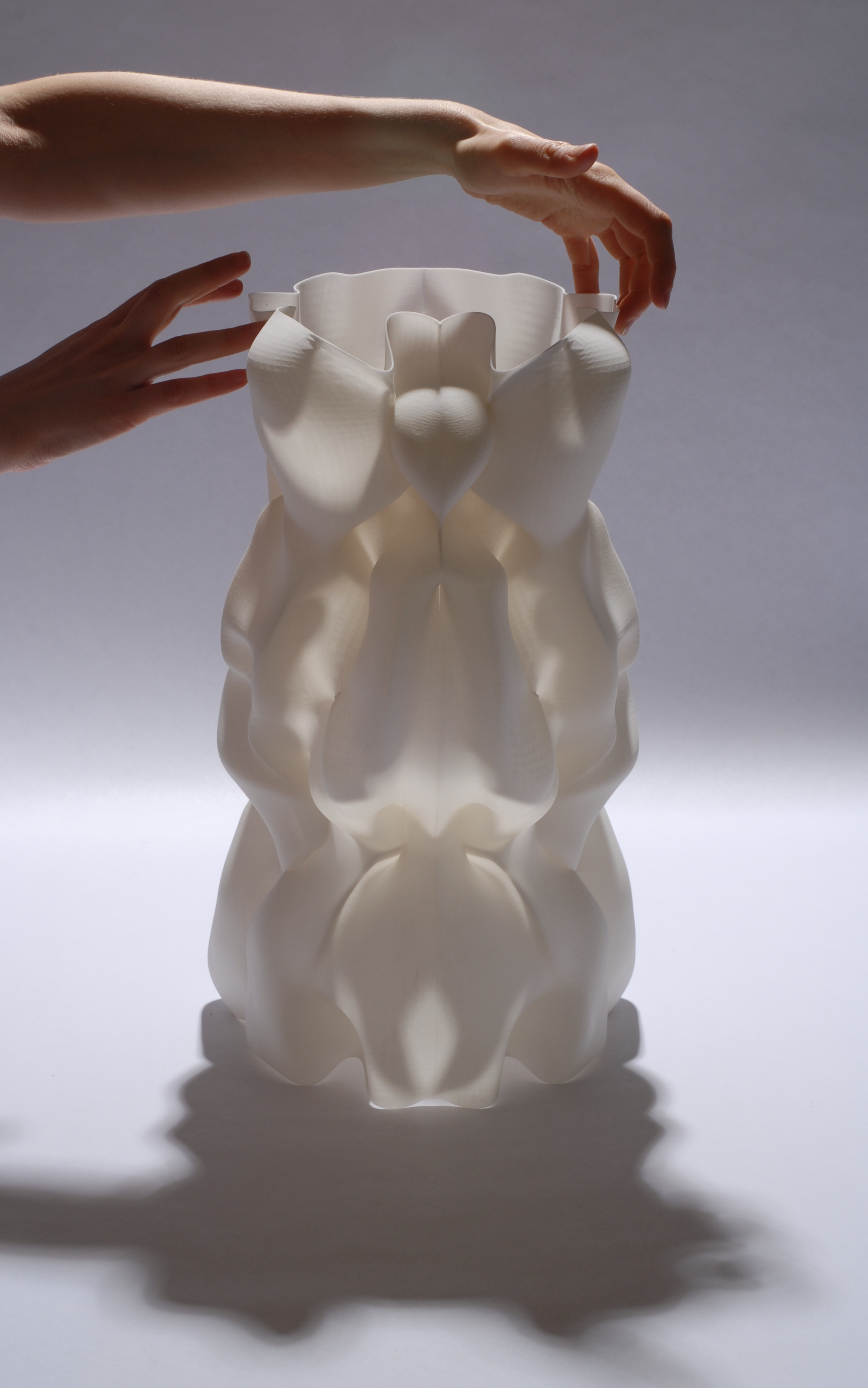
Raycounting
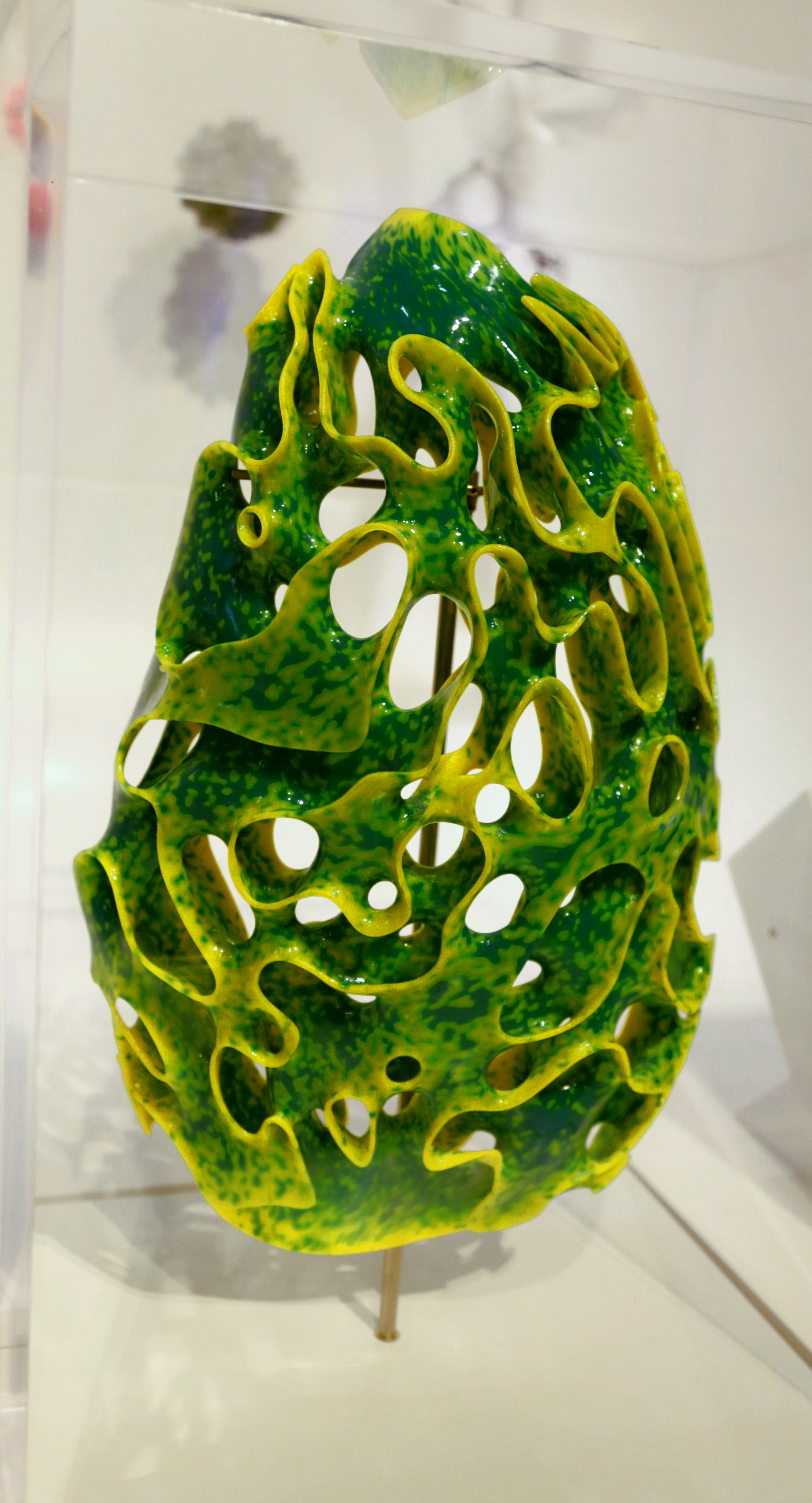
Pneuma 2
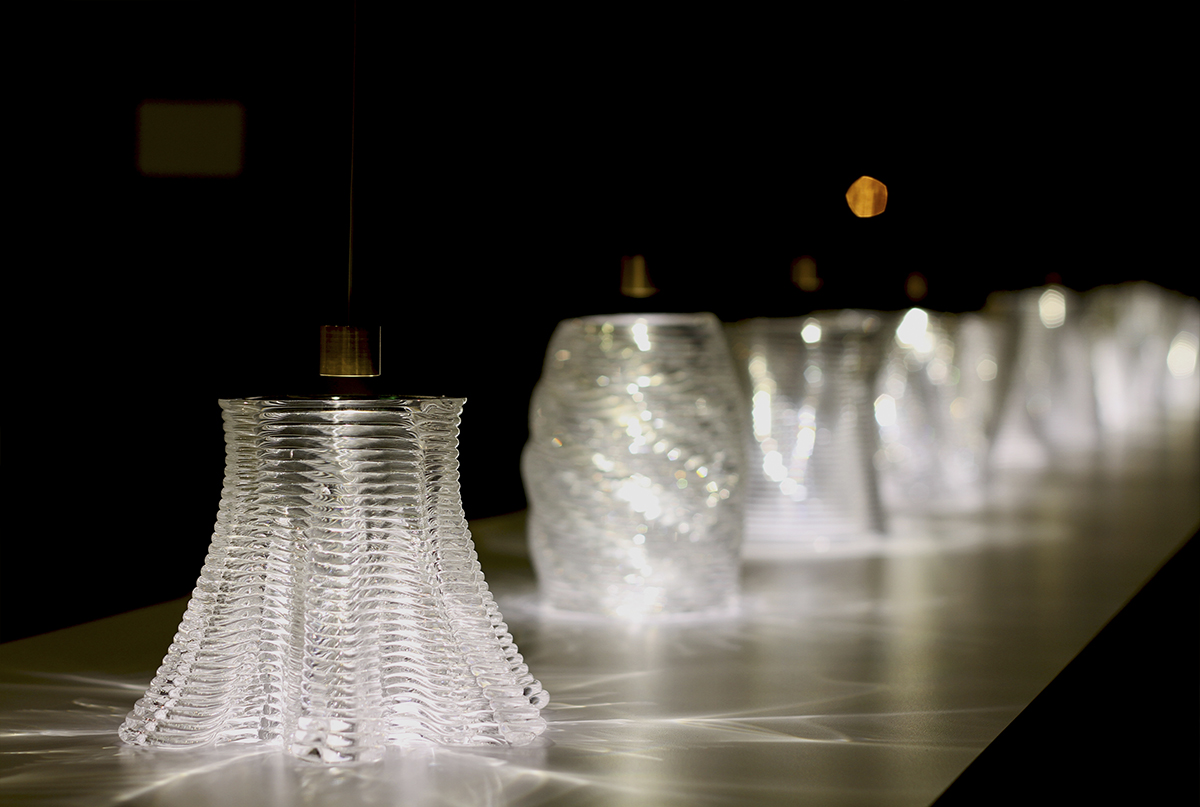
G3DP друкована скляна робота
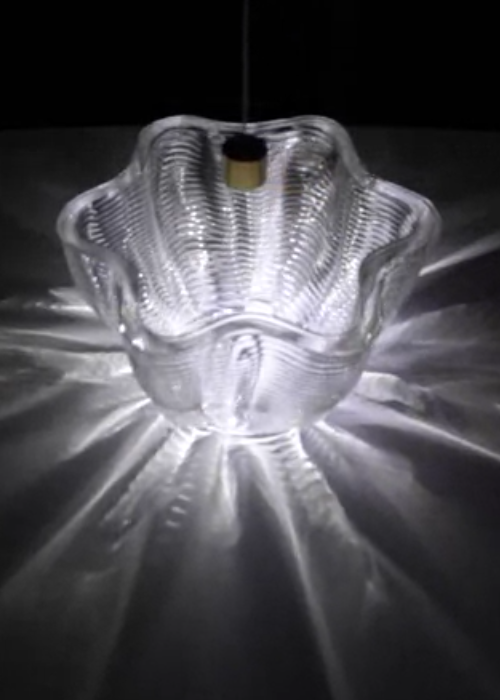
G3DP миска

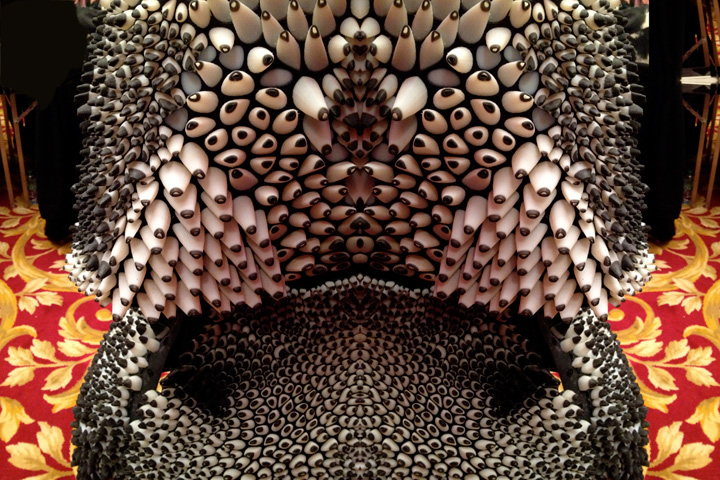
Anthozoa сукня
- G3DP процес друку
- G3DP  V2
- Silk Pavilion
- Synthetic Apiary лекція
- Mushtari живий корсет
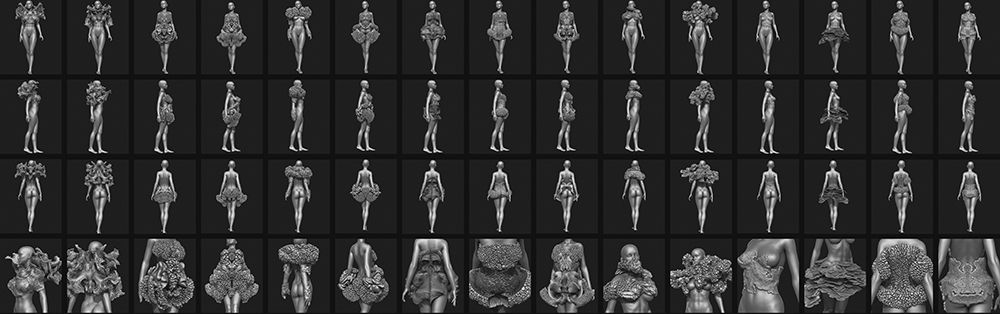
Сімейство морфологій, використаних для Wanderers
- Vespers посмертні маски
- 3DP microfluidic valve

### Вибіркові експозиції
- SFMOMA, Сан-Франциско: 2022 (Nature × Humanity)
- MoMA, Нью-Йорк: 2007, 2010 (Action: Design over Time), 2015 (This Is for Everyone), 2020 (Neri Oxman: Material Ecology [116])
- Музей Купер—Г'юїт: 2015 (Making Design), 2016 (Beauty)
- Центр Помпіду, Париж: 2012 (Imaginary Beings exhibit, Multiversités Créatives[117])
- Музей науки: 2012 & 2013 (3D PRINT SHOW[118])
- Музей науки, Бостон: 2012 (Neri Oxman: At the Frontier of Ecological Design[119])
- Музей витончених мистецтв, Бостон: 2013, 2016 (#techstyle: Production[120])
- Музей прикладного мистецтва, Відень: 2014 (150 Years of the MAK[121])
- Національна галерея Вікторії, Мельбурн: 2017 (NGV Triennial[122])
- Міжнародне мистецьке бієнале, Пекін: 2006—2010

## Нагороди та визнання
Оксман — старший науковий співробітник Ради з питань майбутнього дизайну та Королівського дизайну для промисловості у Великій Британії. Вшанована премією Вільчек з дизайну, Національну премію за дизайн і нагородою SFMOMA.
2016 року на Всесвітньому економічному форумі була культурним лідером й отримала медаль Кольєра Массачусетського технологічного інституту. 2018 року отримала медаль за інновації в дизайні від Лондонського фестивалю дизайну. «Aguahoja I» визнаний «Екологічним дизайном року» та «Дизайн-проєктом року» на щорічній премії «Dezeen».

## Публікації та есе
- 2020: Hybrid Living Materials[133]
- 2018: Making Data Matter[134]
- 2016: 3D printed multimaterial microfluidic valve[135]
- 2016: Recursive symmetries for complex additive manufacturing[136]
- 2015: Flow-based fabrication[137]
- 2015: Additive Manufacturing of Optically Transparent Glass[138]
- 2016: Grown, printed, and biologically augmented[139]
- 2015: DNA assembly in 3D-printed fludics[140]
- 2014: Gemini: Multi-material digital design fabrication[141]
- 2011: Variable property rapid prototyping[142]

## Вибіркові нагороди
- Сучасне бачення, SFMOMA (2019)[127]
- Dezeen's Design Project of the Year (2019)[50]
- Національна премія за дизайн (2018)[143] (for Aguahoja)
- Медаль Лондонського фестивалю дизайну за інноваційний дизайн (2018)[144]
- Премія за інновації в дизайні, журнал «Fast Company» (2015)[145] (for Wanderers)
- Аремія зха дизайн Вілчек (2014)[125]
- Премія Землі за важливий дизайн майбутнього (2009)[146]
- Нагорода наступне покоління Фонду Holcim (2008)[147]